# YF-1
YF-1はN2O4とUDMHをガス発生器サイクルで燃焼する中華人民共和国の液体燃料ロケットエンジンである。基本的なモジュールとして4基を束ねてYF-2として使用される。それを基本として高高度用に開発された型式はYF-3として知られる。
複数の著者はOKB-2 (NII-88)のイザエフによって開発されたС.2.1100/С.2.1150 La-350ブースターエンジンの模倣だったと見做す。 エンジン開発で燃焼の安定と長時間の信頼性のある燃焼で大きなトラブルがあり、開発が難航したことが知られる。

## 派生型
原型のエンジンは東風3号ロケット以降で使用され、人工衛星打上げ機の長征1号で主推進に使用された。
YF-1
コアエンジン、元は東風3号に搭載されて打ち上げられた。UDMH/AK27Sを推進剤として使用した。OKB-2のС.2.1150の模倣
YF-1A
コアエンジン、改良型は東風3号A、東風4号と長征1号で使用される。
YF-1B
コアエンジン、改良型は長征1号Dで使用される。推進剤をUDMH/N2O4へ転換した。
YF-3
上段用の派生型、東風4号で使用。
YF-3A
改良型上段、長征1号で使用.

## モジュール
原型のエンジンは複数台で使用されるが、ブースターの用途で単体のエンジンのみが使用される。通常は複数台のエンジンがモジュール内でまとめて使用される。
関連するモジュールが1段目で使用された。:
YF-2
4基のYF-1によって構成されるモジュール。元は東風3号に搭載された。
YF-2A
4基のYF-1Aによって構成されるモジュール。改良型。東風3号A、東風4号と長征1号で使用された。
YF-2B
4基のYF-1Bによって構成されるモジュール。改良型。最終的な長征1号Dで使用された。